# Habronattus carolinensis
Habronattus carolinensis es una especie de araña saltadora del género Habronattus, familia Salticidae. Fue descrita científicamente por G. W. Peckham & E. G. Peckham en 1901.
Habita en el sudeste de los Estados Unidos y en Canadá. Mide aproximadamente 5 mm.